# Cavendish-Experiment

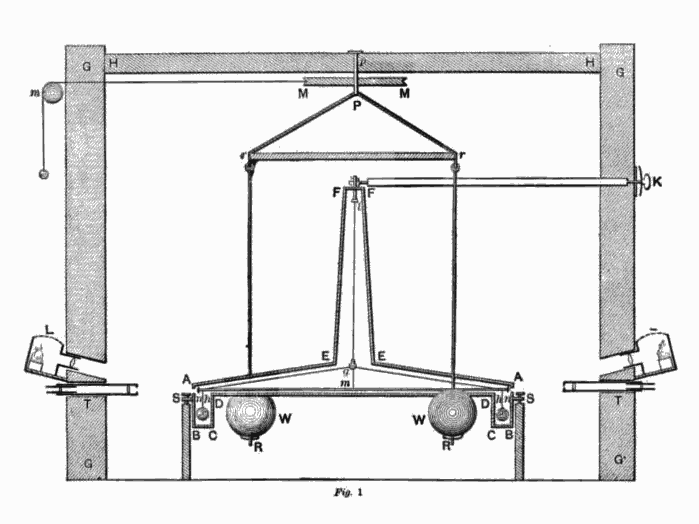
Cavendish-Experiment (1798)

Torsionskonstruktion, die von John Michell vorgeschlagen und in Experimenten angewandt wurde.

Das Cavendish-Experiment mittels einer Gravitationswaage war ein Experiment, mit dem später die Gravitationskonstante {\displaystyle G} aus der gegenseitigen Anziehung zweier Probemassen bestimmt werden konnte. 1798 benutzte Henry Cavendish eine solche Apparatur, um zum ersten Mal die Dichte der Erde bestimmen zu können.

## Als Schulexperiment

### Aufbau
Es handelt sich um eine Drehwaage, wie sie auch in der angewandten Geophysik verwendet wird. „Drehwaage“ bedeutet, dass der Betrag des Winkels, um den ein Draht aus seiner Ruheform verdreht wird, Auskunft über das wirkende Drehmoment gibt. Hieraus lässt sich die zwischen den Testmassen wirkende Kraft berechnen.
Konkret: In der Mitte hängt ein Draht, an dem waagerecht ein Stab angebracht ist. An diesem sind in der Mitte ein Spiegel (parallel zum Draht) und zwei kleine Massen an den Enden befestigt. Davor steht eine Lichtquelle, die einen relativ schmalen Lichtstrahl (heutzutage meist ein Laser) emittiert. Dieser ist auf den Draht gerichtet und wird vom schmalen Spiegel an einen entfernten Schirm reflektiert. Findet nun eine Auslenkung der Massen aus der Ruhelage statt, dann kann man dies durch eine Verschiebung des abgebildeten Lichtpunktes feststellen.

### Durchführung
Vor der Durchführung 
- Man muss die Hebellänge {\displaystyle L}, Entfernung zum Schirm {\displaystyle S} und die Masse {\displaystyle M} kennen.

Durchführung:
- Man positioniert zwei große Massen {\displaystyle M} im gleichen Abstand von Massenmittelpunkt zu Massenmittelpunkt {\displaystyle r}, der möglichst senkrecht zum Stab sein sollte.
- Die Massen {\displaystyle m} und {\displaystyle M} auf den jeweils gegenüberliegenden Seiten des Experimentes ziehen sich an und der Stab dreht sich leicht, wonach er in eine gedämpfte Drehschwingung mikroskopischen Ausmaßes verfällt. Man beobachtet, wie sich der abgebildete Lichtpunkt um einen von der Ruhelage um dem Abstand {\displaystyle s_{0}} verschiedenen Punkt einpendelt.
- Man misst diesen Abstand (und gegebenenfalls die Schwingungsdauer).
- Man dreht den Balken mit den schweren Massen um fast 180°. Dadurch kommen die schweren Massen auf die andere Seite der leichten Massen und der gravitationsbedingte Drehwinkel wechselt sein Vorzeichen.
- Man wiederholt den Versuch mit anderen Massen und Abständen zur Verringerung der Messunsicherheit.

### Rechnung
Die nachfolgende Berechnung gilt unter der Voraussetzung kleiner Abstände r zwischen großer und kleiner Massen. Nur dann ergibt sich aus der Gravitation zwischen diesen beiden Kugeln eine Kraft, die annähernd senkrecht zur Stange wirkt (an der die kleinen Massen aufgehängt sind). Dann ergibt sich für das Drehmoment {\displaystyle \textstyle |{\vec {M}}|=|{\vec {L}}\times {\vec {F}}|\approx LF}.
Drehmoment:
Die Anziehung der Massen bewirkt als Kraft ein Drehmoment {\displaystyle \textstyle M_{1}=G{\frac {mM}{r^{2}}}L} auf den Stab. Genaugenommen gibt es auch ein entgegengesetztes Moment {\displaystyle \textstyle M_{2}=-M_{1}{\frac {r^{3}}{{\sqrt {r^{2}+L^{2}}}^{3}}}}, welches durch Anziehung der kleinen Kugeln durch die weiter entfernt liegenden großen Kugeln zustande kommt. Der Verdrehung durch {\displaystyle \textstyle M_{\mathrm {res} }=M_{1}+M_{2}} wirkt die Festigkeit des Drahtes entgegen, je größer der Drehwinkel θ wird, desto mehr Widerstand gibt es. Diese Gegenwirkung ist näherungsweise proportional zum Winkel {\displaystyle \textstyle M_{d}=D\cdot \Theta }, den Proportionalitätsfaktor {\displaystyle \textstyle D} nennt man Direktionsmoment.
Schwingungsfrequenz:
Im Gültigkeitsbereich der linearen Näherung sind Drehschwingungen harmonisch und ihre Kreisfrequenz {\displaystyle \textstyle \omega _{0}={\sqrt {\frac {D}{I}}}} ist nur abhängig vom Direktionsmoment {\displaystyle \textstyle D} und dem Trägheitsmoment {\displaystyle \textstyle I}. Letzteres berechnet sich hier einfach als {\displaystyle \textstyle I=2m(L/2)^{2}}. Aus {\displaystyle \textstyle T={\frac {2\pi }{\omega _{0}}}} folgt für die Schwingungsdauer {\displaystyle \textstyle T=2\pi {\sqrt {\frac {I}{D}}}}. Also ist {\displaystyle \textstyle D={\frac {4\pi ^{2}I}{T^{2}}}}.
Auslenkung:
Wie bei allen Spiegeln ist der Drehwinkel der Abbildung doppelt so groß wie der Drehwinkel des Spiegels. Wenn man einen leicht gewölbten Schirm annimmt, ist also der Winkel, um den der Draht gedreht wurde {\displaystyle \textstyle \Theta ={\frac {s_{0}}{2S}}}.
Gleichgewicht:
Im Gleichgewicht zwischen Anziehung und rücktreibender Kraft muss gelten {\displaystyle \textstyle M_{\mathrm {res} }=M_{d}}. Also {\displaystyle \textstyle G{\frac {mM}{r^{2}}}\left(1-{\frac {r^{3}}{{\sqrt {r^{2}+L^{2}}}^{3}}}\right)L={\frac {4\pi ^{2}2m\left({\frac {L}{2}}\right)^{2}}{T^{2}}}\cdot {\frac {s_{0}}{2S}}}. Jetzt ist die Gravitationskonstante {\displaystyle \textstyle G} durch bloßes Umformen errechenbar,
{\displaystyle G={\frac {\pi ^{2}Ls_{0}r^{2}}{T^{2}SM\left(1-{\frac {r^{3}}{{\sqrt {r^{2}+L^{2}}}^{3}}}\right)}}}
Ist der Abstand zum Schirm gleich der Hebellänge, {\displaystyle \textstyle S=L}, so ergibt sich
{\displaystyle G={\frac {\pi ^{2}r^{2}s_{0}}{MT^{2}\left(1-{\frac {r^{3}}{{\sqrt {r^{2}+L^{2}}}^{3}}}\right)}}.}